# 黛安·亨德里克斯
黛安·亨德里克斯（娘家姓：Smith，1947年3月2日—）是一位美国女商人和电影制作人，也是商人肯·亨德里克斯的遗孀。